# Distretto di Sama
Il distretto di Sama è un distretto del Perù, facente parte della provincia di Tacna, nella regione di Tacna.